# 小突微玛蛛
小突微玛蛛（学名：Maso sundevalli）为皿蛛科微玛蛛属的动物。分布于全北界以及中国大陆的吉林等地。